# Sata Diakité
Pour les articles homonymes, voir Diakité.
Sata Diakité est une députée et femme politique guinéenne.
Députée à l'Assemblée nationale, élu le 03 juin 2020 jusqu'au 5 septembre 2021.

## Biographie
Elle est membre du parti rassemblement pour le développement intégré de guinée (RDIG), de l'ancien député Jean Marc Telliano président du parti et ancien ministre de l'agriculture de l'ancien président Alpha Condé,.
Députée après la démission de jean marc telliano aux comptes du  (RDIG) aux élections législatives du 22 mars 2020,, elle est membre de la commission fonction publique et emploi-affaires sociales et religieuses du 03 juin 2020 jusqu'au 5 septembre 2021,.